# Ctenium brevispicatum
Ctenium brevispicatum är en gräsart som beskrevs av Jared Gage Smith. Ctenium brevispicatum ingår i släktet Ctenium, och familjen gräs. Inga underarter finns listade i Catalogue of Life.